# Chordoides Gliom
Das Chordoide Gliom ist eine sehr seltene Form eines Hirntumors und wird in der aktuellen WHO-Klassifikation der Tumoren des zentralen Nervensystems zu den Gliomen ungeklärter Abstammung gezählt mit einem WHO Grad II.
Diese Form ist gut abgegrenzt und wächst langsam. Sie entsteht aus dem Dach oder der Vorderwand des III. Hirnventrikels (Lamina terminalis) oder des Hypothalamus (wohl aus den Tanycyten) und findet sich meist bei Frauen mittleren Alters. Leitsymptome sind Kopfschmerzen und Gedächtnisverlust.
Die Bezeichnung „chordoid“ bezieht sich auf den Plexus choroideus.
Die Erstbeschreibung stammt aus dem Jahre 1998 durch den US-amerikanischen Pathologen D. J. Brat und Mitarbeiter.

## Verbreitung und Ursache
Die Häufigkeit ist nicht bekannt, bislang wurde über etwa 100 Betroffene berichtet. Meist sind Frauen häufiger als Männer (2 zu 1) im Alter zwischen 30 und 60 Jahren betroffen.
Ursächlich werden D463H Missense-Mutationen im PRKCA-Gen auf Chromosom 17 Genort q24.2 angenommen, das für die Alpha Proteinkinase C kodiert.

## Klinische Erscheinungen
Klinische Kriterien sind:
- Manifestation im mittleren Erwachsenenalter
- Kopfschmerzen und Gedächtnisverlust
- Hirndruckzeichen wie Übelkeit und Erbrechen
- Je nach Tumorgröße Schädigungen des Chiasma opticum, Chiasma-Syndrom
- in 63 % Einwachsen in Hypothalamus und suprasellär (oberhalb der Hypophyse mit Störungen des Hormonhaushaltes und Dysautonomie)

## Diagnose
Die Diagnose ergibt sich durch Medizinische Bildgebung und Immunhistochemie.

## Differentialdiagnose
Abzugrenzen sind:
- Meningiom
- Chordom
- Subependymales Riesenzellastrozytom
- Pilozytisches Astrozytom
- Kolloidzyste
- Aneurysma des Circulus Willisi

## Therapie
Die Behandlung besteht in der operativen Entfernung. Aufgrund der Lagebeziehungen ist diese oft nicht vollständig möglich. Dann gilt die Prognose als ungünstig.